# Nephele hespera
Nephele hespera is een vlinder uit de familie van de pijlstaarten (Sphingidae). De wetenschappelijke naam van de soort werd in 1775 gepubliceerd door Johann Christian Fabricius.

## Beschrijving

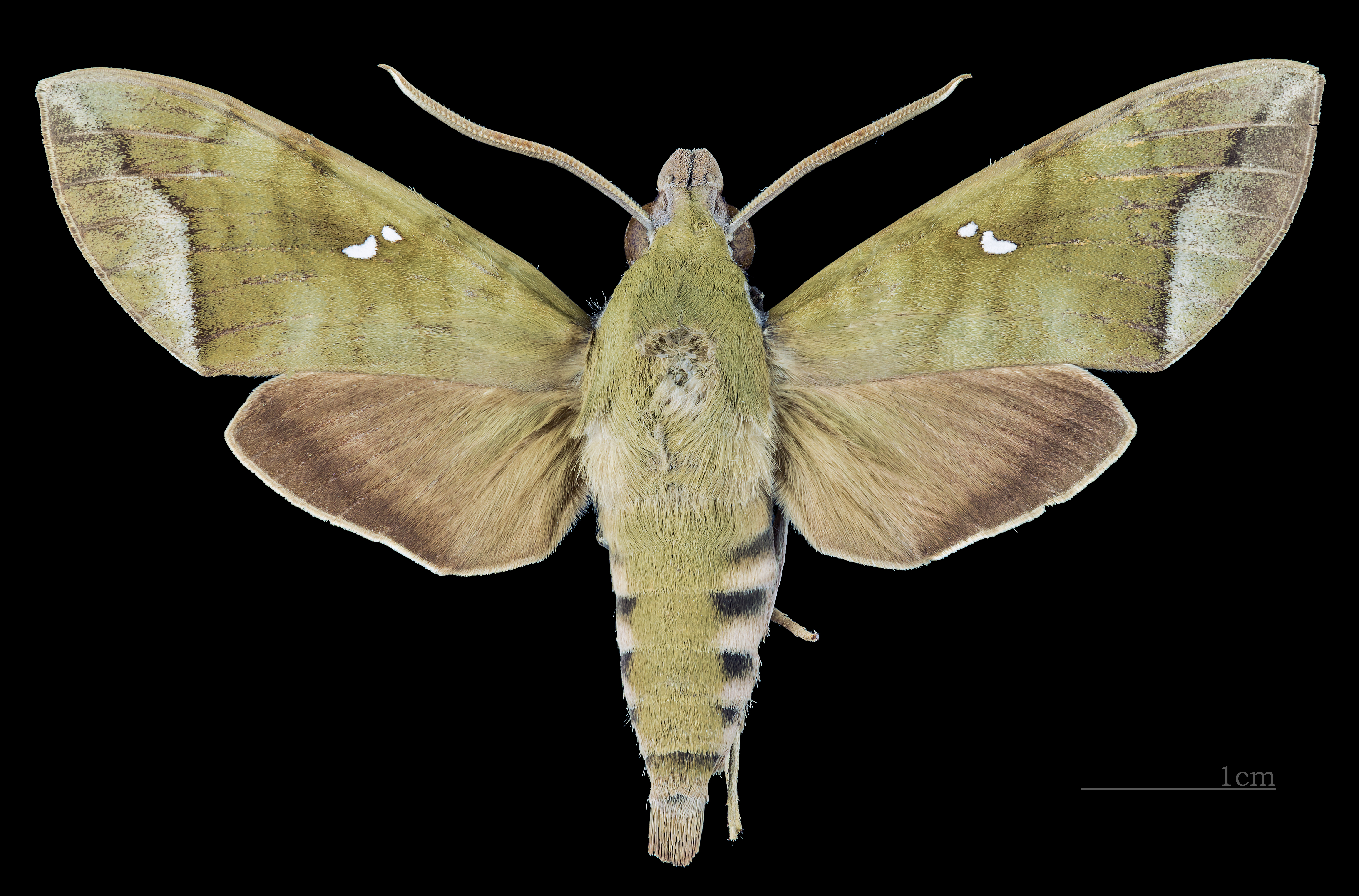
♂
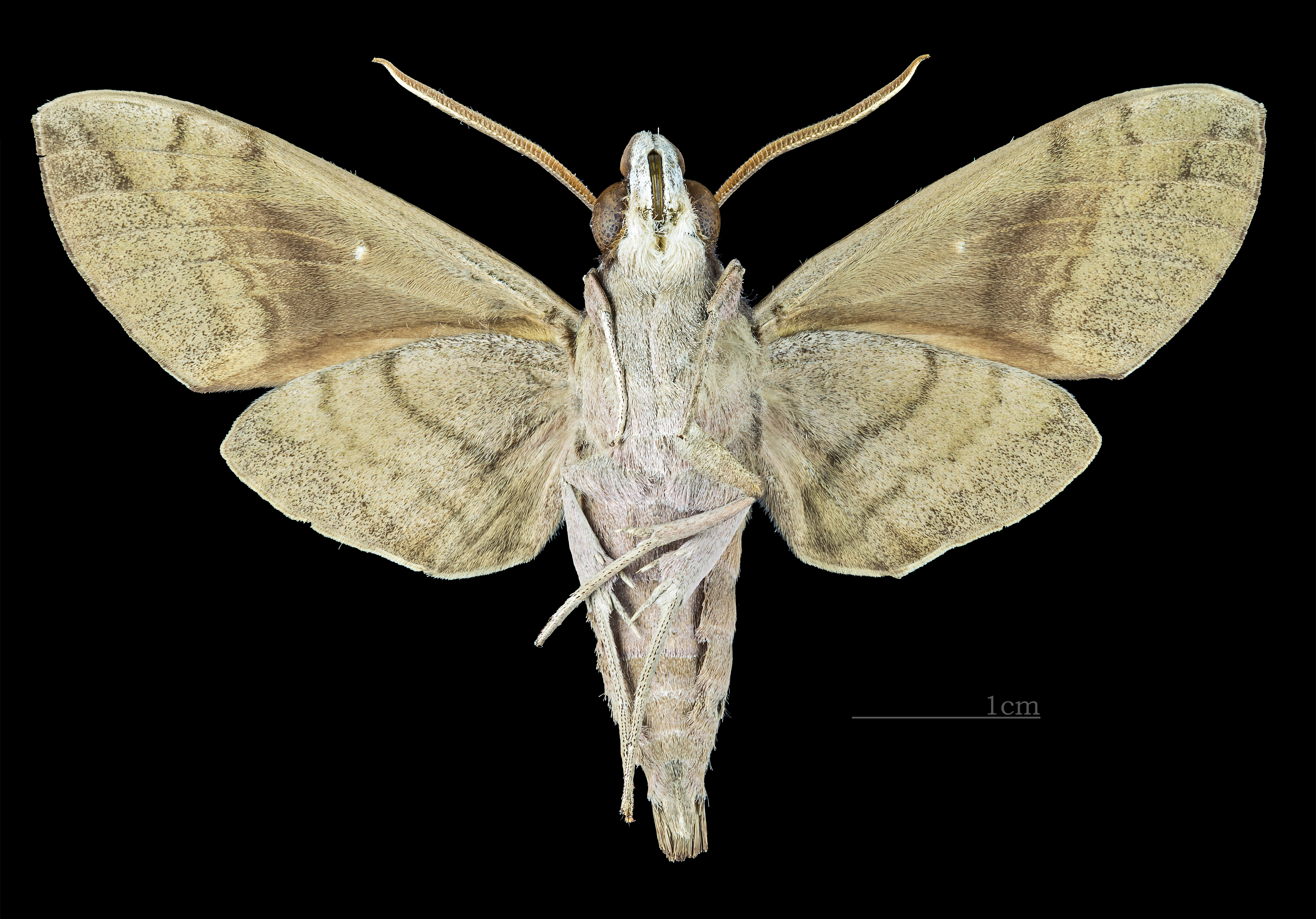
♂ △
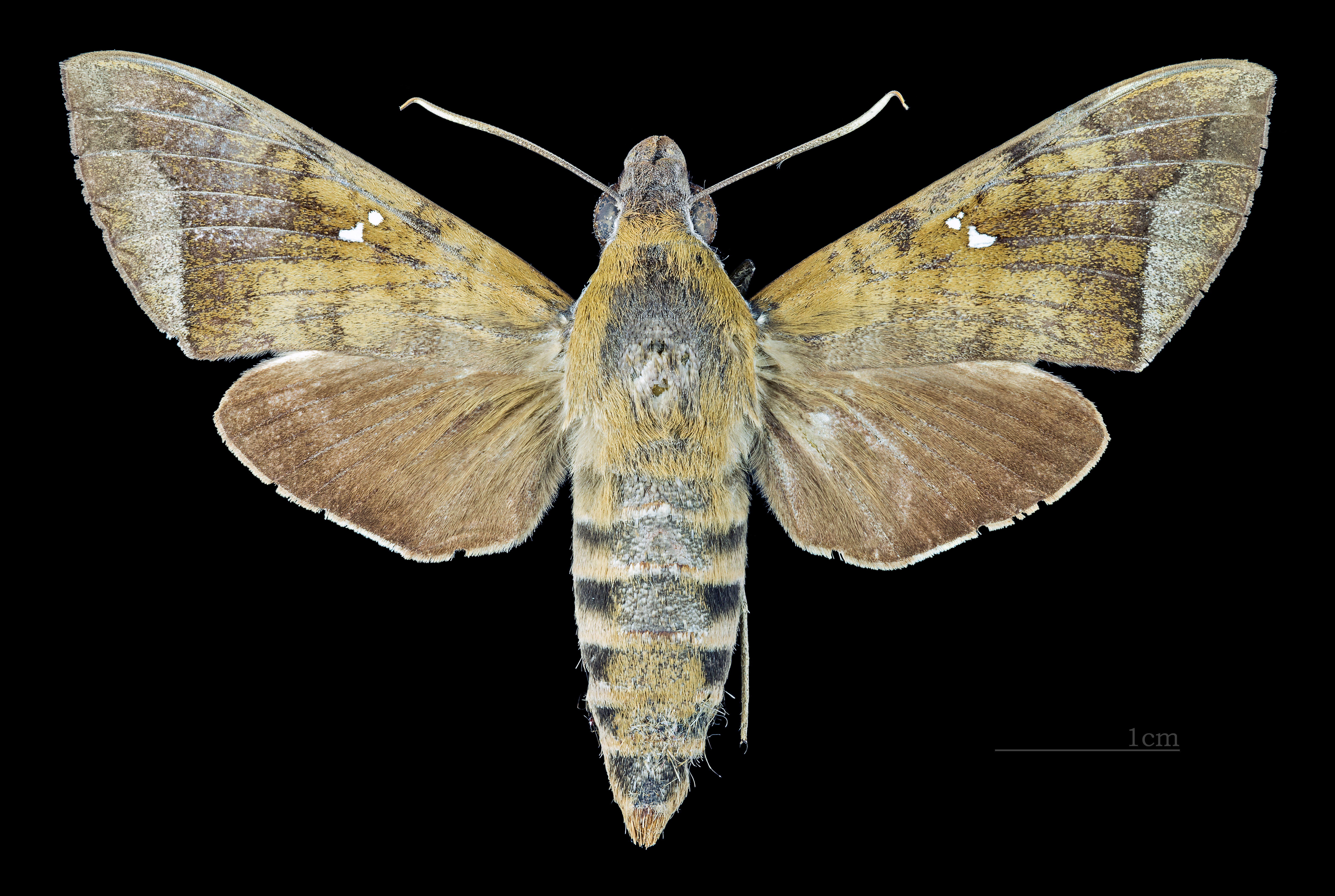
♀
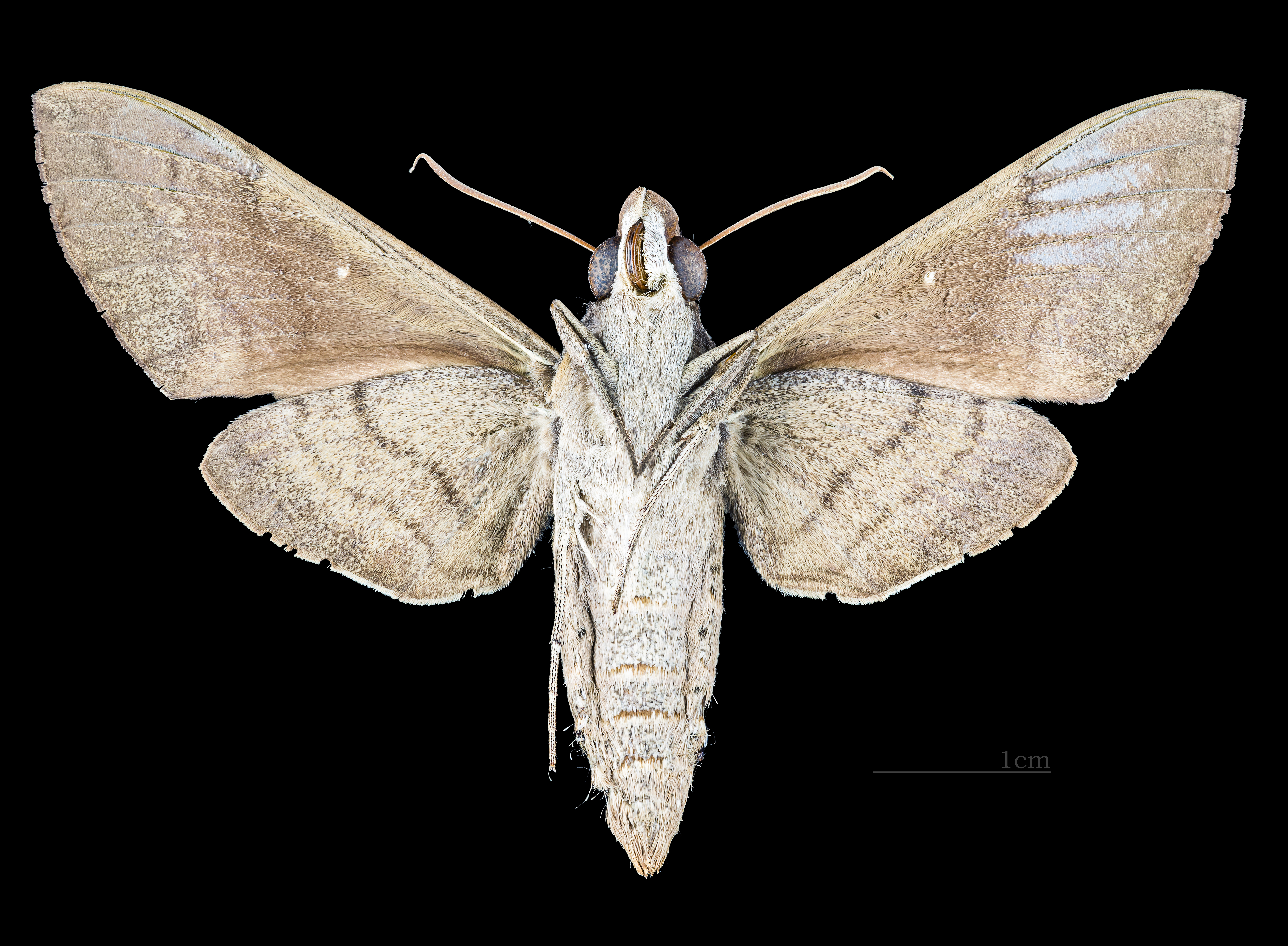
♀ △